# 芬兰足球乙级联赛
芬兰足球乙级联赛（芬蘭語：Kakkonen）是芬兰足球協會组织的职业足球联赛，通常简称“芬乙”，是芬兰足球聯賽系統中的第四級別聯賽。芬乙曾是第三级别的联赛，但在2024年芬兰足球第一联赛设立为第二级别的联赛后降为第四级别。

## 賽制
2020年时芬兰足球乙级联赛分成3組每組12隊，每組於不同的地理區域作賽。每個球會對戰同組各球隊3次，每組首名升級至芬兰足球甲级联赛。

## 外部連結
- 官方网站 （页面存档备份，存于） （文）